# Alexie Gilmore
Alexie Gilmore (Manhattan - New York, 11 december 1976) is een Amerikaanse actrice.

## Biografie
Gilmore werd geboren in de borough Manhattan van New York en groeide op in Tenafly, waar zij de high school doorliep. Hierna studeerde zij af aan Allentown College, nu bekend als DeSales University, in Coopersburg (Pennsylvania).
Gilmore begon in 2006 met acteren in de film Lisa Picard Is Famous, waarna zij nog meerdere rollen speelde in films en televisieseries.

## Filmografie

### Films
Uitgezonderd korte films.
- 2019: Adventures of Dally & Spanky - als Tracy
- 2017: Espionage Tonight - als Elizabeth Geary
- 2014: There's Always Woodstock - als Sally
- 2013: Labor Day - als Marjorie
- 2013: Willow Creek - als Kelly
- 2012: Carlos Spills the Beans - als Rebecca
- 2012: 2nd Serve - als Sherry
- 2012: Fairhaven - als Angela
- 2011: God Bless America - als gastvrouw ochtendshow
- 2011: Brief Reunion - als Lea
- 2009: Mercy - als Chris
- 2009: World's Greatest Dad - als Claire Reed
- 2009: Frank the Rat - als Sue
- 2008: Surfer, Dude - als Danni Martin
- 2008: The 27 Club - als Anna
- 2008: Definitely, Maybe - als Olivia
- 2007: I Do & I Don't - als Cheryl Murphy
- 2007: The Babysitters - als Jill
- 2007: Descent - als Seline
- 2006: The Devil Wears Prada - als Clacker
- 2006: Find Love - als She
- 2000: Lisa Picard Is Famous - als Featured

### Televisieseries
Uitgezonderd eenmalige gastrollen.
- 2019-2020: Tacoma FD - als moeder van Hunter - 2 afl.
- 2017: The Adventures of Piñata and Skyla - als Skyla - 2 afl.
- 2017: Get Shorty - als Charlene - 2 afl.
- 2016: Lopez - als Sheila - 3 afl.
- 2015: CSI: Cyber - als Devon Atwood - 3 afl.
- 2014: Legends - als Serena Milloy - 3 afl.
- 2008: New Amsterdam - als dr. Sara Dillane - 8 afl.

- Biblioteca Nacional de España: XX5335122
- Catàleg d'autoritats de noms i títols de Catalunya: 981058607980806706
- International Standard Name Identifier: 0000 0000 6036 0463
- Library of Congress Control Number: no2009071756
- Nederlandse Thesaurus van Auteursnamen: 389920967
- Virtual International Authority File: 88490866
- WorldCat: E39PBJwMFy9R7rt3b7YKfYrcyd